# Liste des tournois de tennis
 (juin 2019).
Si vous disposez d'ouvrages ou d'articles de référence ou si vous connaissez des sites web de qualité traitant du thème abordé ici, merci de compléter l'article en donnant les références utiles à sa vérifiabilité et en les liant à la section « Notes et références ».
Les tournois de tennis professionnels peuvent prendre la forme de tournois de classement, qui permettent d'attribuer des points pour le classement ATP et WTA, et des tournois sans classement, dits d'exhibition. Les tournois professionnels sont catégorisés depuis 1970.

## Fédération internationale de tennis

### Tournois du Grand Chelem
| Tournoi                  | Mois             | Ville     | Pays        | Surface                   | Création |
| ------------------------ | ---------------- | --------- | ----------- | ------------------------- | -------- |
| Open d'Australie         | Janvier          | Melbourne | Australie   | Dur (Gazon jusqu'en 1968) | 1905     |
| Internationaux de France | Mai - Juin       | Paris     | France      | Terre battue              | 1891     |
| Wimbledon                | Juin - Juillet   | Londres   | Royaume-Uni | Gazon                     | 1877     |
| US Open                  | Août - Septembre | New York  | États-Unis  | Dur (Gazon jusqu'en 1974) | 1881     |

### Tournois du Grand Chelem professionnel
Au début des années 1920, des épreuves strictement réservées aux professionnels sont créées car ces derniers étaient de fait bannis des tournois du Grand Chelem traditionnel. Avec l'avènement de ère Open ces tournois perdirent de leur importance et finirent par disparaître progressivement.
| Tournoi                  | Mois        | Ville   | Pays        | Surface      | Création | Disparition |
| ------------------------ | ----------- | ------- | ----------- | ------------ | -------- | ----------- |
| US Pro                   | Mai ou juin | Boston  | États-Unis  | Gazon        | 1927     | 1999        |
| Internationaux de France | Septembre   | Paris   | France      | Terre battue | 1930     | 1968        |
| Wembley                  | Novembre    | Londres | Royaume-Uni | Parquet      | 1934     | 1990        |

### Par équipe
- Championnats du monde de tennis
  - Championnat du monde de tennis sur gazon (1912-1923)
  - Championnat du monde de tennis sur terre battue (1912-1923)
  - Championnat du monde de tennis en salle (1913-1923)
- Coupe Davis (hommes)
- Fed Cup (femmes)
- Hopman Cup (hommes/femmes)
- Laver Cup (hommes)

### Tournois ITF Junior grade A
- Abierto Juvenil Mexicano
- Copa Gerdau (Porto Alegre Junior Championships)
- Trofeo Bonfiglio (International Junior Championships of Italy)
- Osaka Mayor's Cup
- Orange Bowl
- Les Petits As (France)

## ATP Tour
Liste des tournois de l'ATP Tour, les principales compétitions masculines 2019.
| Semaine | Date         | Type | Tournoi                   | Surface      | Ville               | Pays                | 1re édition |
| ------- | ------------ | ---- | ------------------------- | ------------ | ------------------- | ------------------- | ----------- |
| 46      | 10 novembre  | WTF  | Masters                   | Dur (I)      | Turin               | Italie              | 1970        |
| 10      | 5 mars       | 1000 | Tournoi d'Indian Wells    | Dur          | Indian Wells        | États-Unis          | 1987        |
| 12      | 19 mars      | 1000 | Tournoi de Miami          | Dur          | Miami Gardens       | États-Unis          | 1985        |
| 15      | 6 avril      | 1000 | Tournoi de Monte-Carlo    | Terre battue | Monte-Carlo         | Monaco              | 1897        |
| 18      | 23 avril     | 1000 | Tournoi de Madrid         | Terre battue | Madrid              | Espagne             | 1972        |
| 19      | 7 mai        | 1000 | Tournoi de Rome           | Terre battue | Rome                | Italie              | 1930        |
| 31      | 27 juillet   | 1000 | Tournoi du Canada         | Dur          | Toronto et Montréal | Canada              | 1881        |
| 33      | 7 août       | 1000 | Tournoi de Cincinnati     | Dur          | Cincinnati          | États-Unis          | 1899        |
| 40      | 1er octobre  | 1000 | Tournoi de Shanghai       | Dur          | Shanghai            | Chine               | 1996        |
| 44      | 27 octobre   | 1000 | Tournoi de Paris          | Dur (I)      | Paris               | France              | 1986        |
| 6       | 3 février    | 500  | Tournoi de Dallas         | Dur (I)      | Dallas              | États-Unis          | 1970        |
| 6       | 3 février    | 500  | Tournoi de Rotterdam      | Dur (I)      | Rotterdam           | Pays-Bas            | 1972        |
| 7       | 17 février   | 500  | Tournoi de Doha           | Dur          | Doha                | Qatar               | 1993        |
| 7       | 17 février   | 500  | Tournoi de Rio de Janeiro | Terre battue | Rio de Janeiro      | Brésil              | 2014        |
| 8       | 24 février   | 500  | Tournoi du Mexique        | Dur          | Acapulco            | Mexique             | 1993        |
| 8       | 24 février   | 500  | Tournoi de Dubaï          | Dur          | Dubaï               | Émirats arabes unis | 1993        |
| 16      | 14 avril     | 500  | Tournoi de Barcelone      | Terre battue | Barcelone           | Espagne             | 1953        |
| 16      | 14 avril     | 500  | Tournoi de Munich         | Terre battue | Munich              | Allemagne           | 1900        |
| 21      | 18 mai       | 500  | Tournoi de Hambourg       | Terre battue | Hambourg            | Allemagne           | 1892        |
| 24      | 16 juin      | 500  | Tournoi de Halle          | Gazon        | Halle               | Allemagne           | 1993        |
| 24      | 16 juin      | 500  | Tournoi du Queen's        | Gazon        | Londres             | Royaume-Uni         | 1890        |
| 30      | 21 juillet   | 500  | Tournoi de Washington     | Dur          | Washington          | États-Unis          | 1969        |
| 39      | 24 septembre | 500  | Tournoi du Japon          | Dur          | Tokyo               | Japon               | 1972        |
| 39      | 24 septembre | 500  | Tournoi de Chine          | Dur          | Pékin               | Chine               | 1980        |
| 43      | 20 octobre   | 500  | Tournoi de Vienne         | Dur (I)      | Vienne              | Autriche            | 1974        |
| 43      | 20 octobre   | 500  | Tournoi de Bâle           | Dur (I)      | Bâle                | Suisse              | 1970        |
| 2       | 6 janvier    | 250  | Tournoi d'Adélaïde        | Dur          | Adélaïde            | Australie           | 1972        |
| 2       | 6 janvier    | 250  | Tournoi d'Auckland        | Dur          | Auckland            | Nouvelle-Zélande    | 1960        |
| 5       | 27 janvier   | 250  | Tournoi de Montpellier    | Dur (I)      | Montpellier         | France              | 1990        |
| 7       | 10 février   | 250  | Tournoi de Marseille      | Dur (I)      | Marseille           | France              | 1993        |
| 7       | 10 février   | 250  | Tournoi de Delray Beach   | Dur          | Delray Beach        | États-Unis          | 1982        |
| 7       | 10 février   | 250  | Tournoi de Buenos Aires   | Terre battue | Buenos Aires        | Argentine           | 1921        |
| 9       | 24 février   | 250  | Tournoi de Santiago       | Terre battue | Santiago            | Chili               | 2005        |
| 14      | 31 mars      | 250  | Tournoi du Maroc          | Terre battue | Casablanca          | Maroc               | 1984        |
| 14      | 31 mars      | 250  | Tournoi US Clay Court     | Terre battue | Houston             | États-Unis          | 1969        |
| 14      | 31 mars      | 250  | Tournoi de Bucarest       | Terre battue | Bucharest           | Roumanie            | 2014        |
| 20      | 18 mai       | 250  | Tournoi de Genève         | Terre battue | Genève              | Suisse              | 1980        |
| 23      | 9 juin       | 250  | Tournoi de Bois-le-Duc    | Gazon        | Bois-le-Duc         | Pays-Bas            | 1990        |
| 23      | 9 juin       | 250  | Tournoi de Stuttgart      | Gazon        | Stuttgart           | Allemagne           | 1949        |
| 23      | 22 juin      | 250  | Tournoi de Majorque       | Gazon        | Majorque            | Espagne             | 1976        |
| 25      | 23 juin      | 250  | Tournoi d'Eastbourne      | Gazon        | Eastbourne          | Royaume-Uni         | 1970        |
| 29      | 14 juillet   | 250  | Tournoi de Suède          | Terre battue | Båstad              | Suède               | 1968        |
| 29      | 14 juillet   | 250  | Tournoi de Suisse         | Terre battue | Gstaad              | Suisse              | 1962        |
| 29      | 14 juillet   | 250  | Tournoi de Cabo San Lucas | Dur          | Cabo San Lucas      | Mexique             | 2016        |
| 30      | 20 juillet   | 250  | Tournoi d'Umag            | Terre battue | Umag                | Croatie             | 1990        |
| 30      | 20 juillet   | 250  | Tournoi de Kitzbühel      | Terre battue | Kitzbühel           | Autriche            | 1968        |
| 34      | 17 août      | 250  | Tournoi de Winston-Salem  | Dur          | Winston-Salem       | États-Unis          | 2011        |
| 39      | 17 septembre | 250  | Tournoi de Chengdu        | Dur          | Chengdu             | Chine               | 2016        |
| 39      | 17 septembre | 250  | Tournoi de Hangzhou       | Dur          | Hangzhou            | Chine               | 2024        |
| 42      | 13 octobre   | 250  | Tournoi de Stockholm      | Dur (I)      | Stockholm           | Suède               | 1969        |
| 42      | 13 octobre   | 250  | Tournoi d'Astana          | Dur (I)      | Almaty              | Kazakhstan          | 2020        |
| 42      | 13 octobre   | 250  | European Open             | Dur (I)      | Bruxelles           | Belgique            | 1982        |
| 45      | 2 novembre   | 250  | Tournoi de Moselle        | Dur (I)      | Metz                | France              | 2003        |
| 45      | 2 novembre   | 250  | Tournoi de Serbie         | Dur (I)      | Belgrade            | Serbie              | 2009        |

## WTA Tour
Liste des tournois du WTA Tour, les principales compétitions féminines 2019.

## Tournois d'exhibition

### Masculins
- TFT The Final Tennis Challenge, Albuquerque (Nouveau-Mexique), États-Unis
- AAMI Kooyong Classic, Kooyong, Australie
- Boodles Challenge, Royaume-Uni
- Mubadala World Tennis Championship, Abou Dabi, Émirats arabes unis
- Challenge of Champions, États-Unis (1981–89)
- ECC Antwerp, Anvers, Belgique (1982–1998)
- Williams BMW Liverpool International Tennis Tournament (2002-), Liverpool, Royaume-Uni
- Tournoi de tennis de River Oaks, Houston (Texas), États-Unis
- Turbo Tennis, Londres, Royaume-Uni (2007)

### Féminins
- Williams BMW Liverpool International Tennis Tournament (2002-), Liverpool, Royaume-Uni
- JB Group Classic, Hong Kong, Chine
- Singapore Women's Tennis Exhibition, Singapour
- La Grande Sfida, Milan, Italie
- AAMI Kooyong Classic, Kooyong, Australie (1993)
- Kim Clijsters Invitational, Anvers, Belgique

### Mixtes
- BNP Paribas Showdown, Madison Square Garden, New York, États-Unis

## Tournois lors de compétitions multisports
| Tournoi                         | Lieu(x)              | Surface  | 1re édition | Dre édition / périodicité |
| ------------------------------- | -------------------- | -------- | ----------- | ------------------------- |
| Jeux olympiques                 | Monde                | Variable | 1896        | Tous les 4 ans            |
| Jeux de l'Extrême-Orient        | Extrême-Orient       | ?        | 1913        | 1934                      |
| Jeux asiatiques                 | Asie                 | Variable | 1958        | Tous les 4 ans            |
| Jeux méditerranéens             | Bassin méditerranéen | Variable | 1963        | Tous les 4 ans            |
| Jeux africains                  | Afrique              | Variable | 1965        | Tous les 4 ans            |
| Jeux du Commonwealth            | Monde                |          | 2010        | 2010                      |
| Jeux des îles de l'océan Indien | Océan Indien         |          | ?           | Tous les 4 ans            |

## Tournois disparus

### Masculin
| Tournoi                                             | Ville                                   | Pays                                  | Surface            | 1re édition | Dre édition |
| --------------------------------------------------- | --------------------------------------- | ------------------------------------- | ------------------ | ----------- | ----------- |
| Tournoi de tennis d'Aberavon                        | Aberavon                                | Royaume-Uni                           | Moquette           | 1968        | 1973        |
| Tournoi d'Adélaïde                                  | Adélaïde                                | Australie                             | Gazon / Dur        | 1972        | 2008        |
| Tournoi de tennis d'Afrique du Sud                  | Johannesbourg (principalement)          | Afrique du Sud                        | Dur                | 1891        | 2011        |
| Tournoi de tennis d'Aix-en-Provence                 | Aix-en-Provence                         | France                                | Terre battue       | 1977        | 1984        |
| Championnat d'Allemagne Pro                         | Berlin                                  | Allemagne                             | Terre battue       | 1911        | 1952        |
| Tournoi de tennis d'Ancône                          | Ancône                                  | Italie                                | Moquette           | 1982        |             |
| Tournoi de tennis d'Anvers                          | Anvers                                  | Belgique                              | Moquette / Dur     | 1982        | 1998        |
| Tournoi de tennis d'Aptos                           | Aptos                                   | États-Unis                            | Dur                | 1973        |             |
| Internationaux de l'Arkansas                        | Little Rock                             | États-Unis                            | Moquette           | 1974        | 1979        |
| Tournoi de tennis d'Athènes                         | Athènes                                 | Grèce                                 | Terre battue       | 1986        | 1994        |
| Tournoi de tennis d'Atlanta                         | Atlanta                                 | États-Unis                            | Dur                | 1973        | 1976        |
| Australian Pro                                      | Adélaïde                                | Australie                             | Gazon              | 1954        | 1966        |
| Bahamas International                               | Nassau                                  | Bahamas                               |                    | 1975        |             |
| Tournoi de Baltimore                                | Baltimore                               | États-Unis                            | Moquette           | 1972        | 1982        |
| Bancolombia Open                                    | Bogota                                  | Colombie                              | Terre battue       | 1994        | 2001        |
| Bangkok Tennis Classic                              | Bangkok                                 | Thaïlande                             | Moquette           | 1980        | 1982        |
| Benson & Hedges Classic                             | Christchurch                            | Nouvelle-Zélande                      | Moquette           | 1973        | 1974        |
| Tournoi de tennis de Baden-Baden                    | Baden-Baden                             | Allemagne                             | Terre battue       | 1896        | 1966        |
| Tournoi de tennis de Bad Homburg                    | Bad Homburg vor der Höhe                | Allemagne                             |                    | 1894        | 1935        |
| Tournoi de tennis de Bari                           | Bari                                    | Italie                                |                    | 1981        | 1989        |
| Internationaux de Belgique                          | Bruxelles                               | Belgique                              | Terre battue       | 1899        | 1981        |
| Tournoi de Berlin                                   | Berlin                                  | Allemagne                             | Dur / Terre / Moq. | 1969        | 1991        |
| Tournoi des Bermudes                                | Paget                                   | Bermudes                              | Terre battue       | 1975        | 1976        |
| Tournoi de tennis de Billingham                     | Billingham                              | Royaume-Uni                           | Moquette           | 1971        | 1973        |
| Tournoi de Birmingham Indoor                        | Birmingham                              | États-Unis                            | Moquette           | 1973        | 1980        |
| Tournoi de Birmingham                               | Birmingham                              | Royaume-Uni                           | Moquette           | 1991        |             |
| Internationaux de Boca West                         | Boca Raton                              | États-Unis                            | Dur                | 1975        | 1976        |
| Boca West Open                                      | Boca Raton                              | États-Unis                            | Dur                | 1984        |             |
| Tournoi de tennis de Bologne                        | Bologne                                 | Italie                                | Moquette / Terre   | 1971        | 1998        |
| Tournoi de tennis de Bolzane                        | Bolzano                                 | Italie                                | Moquette           | 1992        | 1993        |
| Tournoi de tennis de Bordeaux                       | Bordeaux                                | France                                | Terre battue       | 1979        | 1995        |
| Tournoi de tennis de Brasilia                       | Brasilia                                | Brésil                                | Terre battue       | 1991        |             |
| Tournoi de tennis de Brighton                       | Brighton                                | Royaume-Uni                           | Moquette / Terre   | 1996        | 2000        |
| Tournoi de tennis de Bristol                        | Bath, Bristol                           | Royaume-Uni                           |                    | 1881        | 1989        |
| Tournoi de Bruxelles en salle                       | Bruxelles                               | Belgique                              | Moquette           | 1981        | 1992        |
| Tournoi de tennis de Búzios                         | Armação dos Búzios                      | Brésil                                | Terre battue       | 1991        | 1992        |
| Hôtel Beau-Site / Carlton / Métropole / Gallia Club | Cannes                                  | France                                | Terre battue       | 1890        | 1939        |
| Tournoi de tennis de Caracas                        | Caracas                                 | Venezuela                             | Dur                | 1971        | 1982        |
| Tournoi de tennis du Caire                          | Le Caire                                | Égypte                                | Terre battue       | 1975        | 1982        |
| Tournoi de tennis de Calgary Indoor                 | Calgary                                 | Canada                                | Moquette           | 1973        | 1974        |
| Tournoi de tennis des Carolines                     | Charlotte                               | États-Unis                            | Terre battue       | 1971        | 1977        |
| Tournoi de tennis de Cedar Grove                    | Cedar Grove                             | États-Unis                            | ?                  | 1974        |             |
| Tournoi de tennis de Californie centrale            | Sacramento                              | États-Unis                            | Dur                | 1971        | 1972        |
| Tournoi de tennis de Chicago                        | Chicago                                 | États-Unis                            | Moquette           | 1971        | 1991        |
| Tournoi de tennis du Chili                          | Santiago                                | Chili                                 | Terre battue       | 1976        | 1981        |
| Grand Prix de Cleveland                             | Cleveland                               | États-Unis                            | Dur                | 1978        | 1985        |
| Tournoi de tennis de Cologne                        | Cologne                                 | Allemagne                             | Moquette / Dur     | 1971        | 1992        |
| Colonial National Invitational                      | Fort Worth                              | États-Unis                            | ?                  | 1971        | 1973        |
| Tournoi de tennis de Columbus                       | Columbus                                | États-Unis                            | Terre / Dur        | 1971        | 1984        |
| Tournoi de tennis de Copenhague                     | Copenhague                              | Danemark                              | Dur                | 1973        | 2003        |
| Tournoi de tennis du Costa Rica                     | San José                                | Costa Rica                            | Dur                | 1979        | 1980        |
| Tournoi de tennis de Dallas                         | Dallas                                  | États-Unis                            | Dur                | 1983        |             |
| Tournoi de tennis de Dayton                         | Dayton                                  | États-Unis                            | Moquette           | 1975        | 1980        |
| Tournoi de tennis de Delray Beach                   | Delray Beach                            | États-Unis                            | Terre battue       | 1982        | 1983        |
| Tournoi de tennis de Denver                         | Denver                                  | États-Unis                            | Dur                | 1972        | 1982        |
| Tournoi de tennis de Des Moines                     | Des Moines                              | États-Unis                            | Dur                | 1972        | 1973        |
| Tournoi de tennis de Düsseldorf                     | Düsseldorf                              | Allemagne                             | Terre battue       | 1975        | 1977        |
| Tournoi de tennis d'Écosse                          | Multiple                                | Royaume-Uni ( Écosse)                 |                    | 1878        | 1994        |
| Tournoi de tennis de Ferrare                        | Ferrare                                 | Italie                                | Moquette           | 1983        | 1983        |
| Tournoi de tennis de Florence                       | Florence                                | Italie                                | Terre battue       | 1973        | 1994        |
| Internationaux de France de tennis en salle         | Paris                                   | France                                | Parquet            | 1895        | 1969        |
| Tournoi de tennis de Fort Worth                     | Fort Worth                              | États-Unis                            | Dur                | 1975        | 1976        |
| Tournoi de tennis de Francfort                      | Francfort                               | Allemagne                             | Moquette           | 1980        | 1989        |
| Coupe du Grand Chelem                               | Munich                                  | Allemagne                             | Moquette           | 1990        | 1999        |
| Guadalajara Open                                    | Guadalajara                             | Mexique                               |                    | 1978        |             |
| Guarujá Open                                        | Guarujá                                 | Brésil                                |                    | 1981        | 1992        |
| GWA Mazda Tennis Classic                            | Brisbane                                | Australie                             |                    | 1983        | 1985        |
| Hampton Grand Prix                                  | Hampton (Virginie)                      | États-Unis                            |                    | 1971        | 1977        |
| Hobart Open                                         | Hobart                                  | Australie                             |                    | 1971        | 1972        |
| Tournoi de tennis d'Inde                            | Multiple                                | Inde                                  | Terre battue       | 1973        | 1979        |
| International Pro Championship of Britain           | Southport                               | Royaume-Uni                           |                    | 1935        | 1939        |
| International Tennis Championships of Colombia      | Bogota                                  | Colombie                              |                    | 1977        | 1980        |
| Internazionali di Lombardia                         | Milan                                   | Italie                                |                    | 1978        | 2005        |
| Irish Lawn Tennis Championships                     | Dublin                                  | Royaume-Uni puis Irlande              |                    | 1879        | 1970        |
| Irish Open                                          | Dublin                                  | Irlande                               |                    | 1971        | 1979        |
| Tournoi de tennis de Gênes                          | Gênes                                   | Italie                                |                    | 1982        | 2019        |
| ATP Itaparica                                       | Itaparica                               | Brésil                                |                    | 1986        | 1990        |
| Tournoi de tennis de Jacksonville                   | Jacksonville                            | États-Unis                            |                    | 1972        |             |
| Jakarta Open                                        | Jakarta                                 | Indonésie                             |                    | 1993        | 1996        |
| Kansas City Open                                    | Kansas City                             | États-Unis                            |                    | 1972        |             |
| Kent Championships                                  | Beckenham, Bromley                      | Royaume-Uni                           |                    | 1968        | 1980        |
| Khartoum International                              | Khartoum                                | Soudan                                |                    | 1976        |             |
| Kuala Lumpur Open                                   | Kuala Lumpur                            | Malaisie                              |                    | 1993        | 1995        |
| La Costa WCT                                        | Carlsbad (Californie)                   | États-Unis                            |                    | 1973        | 1977        |
| Lagos Open                                          | Lagos                                   | Nigeria                               |                    | 1976        | 1980        |
| Laguna Niguel Classic                               | Laguna Niguel                           | États-Unis                            |                    | 1977        |             |
| Little Caesars Championship Tennis Tournament       | Détroit                                 | États-Unis                            |                    | 1988        |             |
| Tournoi de tennis de Las Vegas                      | Las Vegas                               | États-Unis                            | Dur                | 1969        | 2019        |
| Tournoi de tennis de Linz                           | Linz                                    | Autriche                              | Dur                | 1979        | 1982        |
| Tournoi de tennis de Lisbonne                       | Lisbonne                                | Portugal                              | Terre battue       | 1983        | 2020        |
| Livingston Open                                     | Livingston                              | États-Unis                            |                    | 1984        | 1989        |
| Tournoi de tennis de Londres                        | Londres                                 | Royaume-Uni                           | Moquette           | 1968        | 1976        |
| Tournoi de tennis de Lorraine                       | Nancy et Metz                           | France                                |                    | 1979        | 1989        |
| Louisville Tennis Classic                           | Louisville                              | États-Unis                            |                    | 1970        | 1979        |
| Tournoi de tennis de Luxembourg                     | Luxembourg                              | Luxembourg                            |                    | 1984        | 1984        |
| Tournoi de tennis de Lyon                           | Lyon                                    | France                                |                    | 1987        | 2009        |
| Maceió Open                                         | Maceió                                  | Brésil                                |                    | 1992        |             |
| Macon Open                                          | Macon (Géorgie)                         | États-Unis                            |                    | 1971        |             |
| Madison Square Garden Pro                           | New York                                | États-Unis                            |                    | 1954        |             |
| Madison Square Garden Pro                           | New York                                | États-Unis                            |                    | 1966        | 1969        |
| Madrid Tennis Grand Prix                            | Madrid                                  | Espagne                               |                    | 1972        | 1994        |
| Manchester Open                                     | Manchester                              | Royaume-Uni                           |                    | 1968        | 1994        |
| Mar del Plata Open                                  | Mar del Plata                           | Argentine                             |                    | 1981        |             |
| Masters Doubles WCT                                 | Multiple                                | Canada Mexique États-Unis Royaume-Uni |                    | 1973        | 1986        |
| Masters Pro (en)                                    | Los Angeles                             | États-Unis                            |                    | 1956        | 1965        |
| Melbourne Indoor                                    | Melbourne                               | Australie                             |                    | 1980        | 1985        |
| Melbourne Outdoor                                   | Melbourne                               | Australie                             |                    | 1983        | 1985        |
| Merano Open                                         | Mérano                                  | Italie                                |                    | 1999        |             |
| Miami Open                                          | Miami                                   | États-Unis                            |                    | 1971        | 1974        |
| Miami Open                                          | Miami                                   | États-Unis                            |                    | 1977        | 1978        |
| Monterrey WCT                                       | Monterrey                               | Mexique                               |                    | 1976        | 1977        |
| ATP Montevideo                                      | Montevideo                              | Uruguay                               |                    | 1994        | 1995        |
| Munich WCT                                          | Munich                                  | Allemagne                             |                    | 1982        | 1983        |
| Napa Open                                           | Napa (Californie)                       | États-Unis                            |                    | 1981        |             |
| New Orleans Grand Prix                              | La Nouvelle-Orléans                     | États-Unis                            |                    | 1978        | 1980        |
| Newport Casino Invitational                         | Newport                                 | États-Unis                            |                    | 1915        | 1967        |
| Open de Nice Côte d'Azur                            | Nice                                    | France                                |                    | 1898        | 2016        |
| Northern Lawn Tennis Championships                  | Manchester                              | Royaume-Uni                           |                    | 1880        | 1968        |
| Nuremberg Open                                      | Nuremberg                               | Allemagne                             |                    | 1976        |             |
| Oahu Open                                           | Oahu                                    | États-Unis                            |                    | 1994        |             |
| Ocean City Open                                     | Ocean City (Maryland)                   | États-Unis                            |                    | 1977        |             |
| Omaha Open                                          | Omaha (Nebraska)                        | États-Unis                            |                    | 1972        | 1974        |
| Tournoi de tennis de Menton                         | Menton                                  | France                                |                    | 1902        | 1939        |
| Oporto Open                                         | Porto                                   | Portugal                              |                    | 1995        | 1996        |
| ATP Osaka                                           | Osaka                                   | Japon                                 |                    | 1993        | 1994        |
| Oslo Open                                           | Oslo                                    | Norvège                               |                    | 1974        |             |
| Ostrava Open                                        | Ostrava                                 | Tchéquie                              |                    | 1994        | 1998        |
| Paine Webber Classic                                | Fort Myers                              | États-Unis                            |                    | 1985        | 1986        |
| Palm Harbor Open                                    | Palm Harbor                             | États-Unis                            |                    | 1980        |             |
| Tournoi de tennis des Pays-Bas                      | Amersfoort                              | Pays-Bas                              | Terre battue       | 1969        | 2008        |
| Tournoi de tennis du Perthshire                     | Perth                                   | Royaume-Uni                           | Moquette           | 1968        | 1969        |
| Pennsylvania Lawn Tennis Championship               | Merion                                  | États-Unis                            |                    | 1970        | 1974        |
| Pepsi Grand Slam                                    | Myrtle Beach et Boca Raton              | États-Unis                            |                    | 1976        | 1981        |
| Perth Indoor Tennis Tournament                      | Perth                                   | Australie                             |                    | 1975        | 1977        |
| Phoenix Open                                        | Phoenix (Arizona)                       | États-Unis                            |                    | 1970        |             |
| Philippine International Tennis Tournament          | Manille                                 | Philippines                           |                    | 1973        | 1978        |
| Tournoi de tennis de Pörtschach                     | Pörtschach am Wörthersee                | Autriche                              | Terre battue       | 2006        | 2008        |
| Prague Open                                         | Prague                                  | Tchéquie                              |                    | 1987        | 1999        |
| Prince's Club Championships                         | Londres                                 | Royaume-Uni                           |                    | 1880        | 1883        |
| Quebec WCT                                          | Québec                                  | Canada                                |                    | 1971        | 1973        |
| Queensland Championships                            | Brisbane                                | Australie                             |                    | 1888        | 1967        |
| Queensland Open                                     | Brisbane                                | Australie                             |                    | 1968        | 1992        |
| Quito Open                                          | Quito                                   | Équateur                              |                    | 1979        | 1982        |
| Queen's Club Pro                                    | Londres                                 | Royaume-Uni                           |                    | 1928        | 1929        |
| Rainier International Tennis Classic                | Seattle                                 | États-Unis                            |                    | 1972        | 1973        |
| Richmond WCT                                        | Richmond (Virginie)                     | États-Unis                            |                    | 1971        | 1984        |
| Rio de Janeiro Open                                 | Rio de Janeiro                          | Brésil                                |                    | 1989        | 1990        |
| Roanoke International Tennis Tournament             | Roanoke                                 | États-Unis                            |                    | 1973        | 1975        |
| RTC Riyadh                                          | Riyad                                   | Arabie saoudite                       |                    | 2013        | 2014        |
| Rye Brook Open                                      | Rye (New York)                          | États-Unis                            |                    | 1987        | 1988        |
| ATP Saint-Vincent                                   | Saint-Vincent                           | Italie                                |                    | 1986        | 1989        |
| Hong Kong Open                                      | Hong Kong                               | Hong Kong                             |                    | 1973        | 2005        |
| Salt Lake City Open                                 | Salt Lake City                          | États-Unis                            |                    | 1973        | 1974        |
| San Juan Open                                       | San Juan (Porto Rico)                   | États-Unis ( Porto Rico)              |                    | 1980        | 1981        |
| San Marino Open                                     | Saint-Marin                             | Saint-Marin                           |                    | 1989        | 2000        |
| Sanremo Open                                        | San Remo                                | Italie                                |                    | 1990        |             |
| Tournoi de tennis de Sankt Pölten                   | Sankt Pölten                            | Autriche                              | Terre battue       | 1994        | 2005        |
| São Paulo WCT                                       | São Paulo                               | Brésil                                |                    | 1974        | 1976        |
| Tournoi de tennis de Saragosse                      | Saragosse                               | Espagne                               | Moquette           | 1993        | 1994        |
| Tournoi de tennis de Stalybridge                    | Stalybridge                             | Royaume-Uni                           | Moquette           | 1965        | 1971        |
| Tournoi de Stuttgart en salle                       | Stuttgart                               | Allemagne                             | Moquette / Dur     | 1979        | 2001        |
| Tournoi de tennis de Sicile                         | Palerme                                 | Italie                                | Terre battue       | 1971        | 2011        |
| Schenectady Open                                    | Schenectady                             | États-Unis                            |                    | 1987        | 1994        |
| Seiko Super Tennis                                  | Maui                                    | États-Unis                            |                    | 1974        | 1984        |
| Seoul Open                                          | Séoul                                   | Corée du Sud                          |                    | 1987        | 1996        |
| Serbia Open                                         | Belgrade                                | Serbie                                |                    | 2009        | 2012        |
| Singapore Open                                      | Singapour                               | Singapour                             |                    | 1996        | 1999        |
| Slazenger Pro Championships                         | Scarborough, Eastbourne                 | Royaume-Uni                           |                    | 1946        | 1964        |
| Sofia Open                                          | Sofia                                   | Bulgarie                              |                    | 1980        | 1981        |
| Sopot Open                                          | Sopot                                   | Pologne                               |                    | 2001        | 2007        |
| South African Open                                  | Johannesbourg                           | Afrique du Sud                        |                    | 1968        | 1995        |
| South of England Championships                      | Eastbourne                              | Royaume-Uni                           |                    | 1881        | 1972        |
| Championnats du Sud de la France                    | Nice                                    | France                                | Terre battue       | 1895        | 1939        |
| South Orange Open                                   | Orange                                  | États-Unis                            |                    | 1970        | 1983        |
| South Pacific Tennis Classic                        | Brisbane                                | Australie                             |                    | 1976        | 1981        |
| Springfield International Tennis Classic            | Springfield (Massachusetts)             | États-Unis                            |                    | 1977        | 1978        |
| Tournoi de tennis de Saint-Louis                    | Saint-Louis (Missouri)                  | États-Unis                            |                    | 1976        | 1978        |
| Stowe Open                                          | Stowe (Vermont)                         | États-Unis                            |                    | 1978        | 1983        |
| St. Petersburg WCT                                  | St. Petersburg                          | États-Unis                            |                    | 1974        | 1975        |
| Surrey Championships                                | Surbiton                                | Royaume-Uni                           |                    | 1890        | 1981        |
| Swedish Pro Tennis Championships                    | Göteborg                                | Suède                                 |                    | 1972        | 1973        |
| Sydney Indoor                                       | Sydney                                  | Australie                             |                    | 1973        | 1994        |
| Taipei Grand Prix                                   | Taipei                                  | Taïwan                                |                    | 1977        | 1992        |
| Tampa Open                                          | Tampa                                   | États-Unis                            |                    | 1981        | 1983        |
| Tournoi de tennis de Clemmons                       | Clemmons (Caroline du Nord)             | États-Unis                            |                    | 1971        | 1973        |
| Tournoi de tennis de Tachkent                       | Tachkent                                | Ouzbékistan                           |                    | 1997        | 2002        |
| Tempe Open                                          | Tempe                                   | États-Unis                            |                    | 1974        |             |
| Tournoi de tennis de Téhéran                        | Téhéran                                 | Iran                                  | Terre battue       | 1971        | 1977        |
| Tournoi de tennis de Toulouse                       | Toulouse                                | France                                | Moquette / Dur     | 1982        | 2000        |
| Tennis South Invitational                           | Jackson (Mississippi)                   | États-Unis                            |                    | 1973        | 1977        |
| Tokyo Indoor                                        | Tokyo                                   | Japon                                 |                    | 1978        | 1995        |
| Torneo Internazionale Citta di Treviso              | Trévise                                 | Italie                                |                    | 1984        |             |
| Tournoi de tennis de Toronto                        | Toronto                                 | Canada                                |                    | 1985        | 1986        |
| Tournoi de tennis de Toronto                        | Toronto                                 | Canada                                | 1990               |             |             |
| ATP Tulsa                                           | Tulsa                                   | États-Unis                            |                    | 1978        | 1980        |
| Turkey Open                                         | Istanbul                                | Turquie                               |                    | 1975        |             |
| US National Indoor Tennis Championships             |                                         | États-Unis                            |                    | 1898        | 2014        |
| US Pro Indoor                                       | Philadelphie                            | États-Unis                            |                    | 1968        | 1998        |
| Tournoi de tennis US Pro                            | Boston (parmi d'autres)                 | États-Unis                            |                    | 1927        | 1999        |
| USTA Men's Clay Courts of Tampa                     | Tampa                                   | États-Unis                            |                    | 1991        | 1993        |
| Vancouver WCT                                       | Vancouver                               | Canada                                |                    | 1970        | 1973        |
| Championnat de tennis de Victoria (en)              | Melbourne                               | Australie                             | Gazon              | 1879        | 1971        |
| Tournoi de tennis de Venise                         | Venise                                  | Italie                                |                    | 1981        | 1983        |
| Verizon Tennis Challenge                            | Fort Myers, Orlando et Atlanta          | États-Unis                            |                    | 1985        | 2001        |
| Volvo International Pilot Pen International         | Multiple                                | États-Unis                            |                    | 1973        | 1998        |
| Tournoi de tennis de Varsovie                       | Varsovie                                | Pologne                               |                    | 2008        |             |
| Tournoi de tennis Washington Indoors                | Washington                              | États-Unis                            |                    | 1972        | 1980        |
| Tournoi de tennis WCT Challenge Cup                 |                                         | États-Unis/ Jamaïque/ Canada          |                    | 1976        | 1980        |
| Tournoi de tennis du pays de Galles                 | Multiple                                | Royaume-Uni ( Pays de Galles)         |                    | 1886        | 1973        |
| Welsh Covered Court Championships                   |                                         | Royaume-Uni ( Pays de Galles)         |                    | 1893        | 1955        |
| Tournoi de tennis WCT Finals                        | Dallas                                  | États-Unis                            |                    | 1971        | 1989        |
| Tournoi de tennis WCT Invitational                  | Forest Hills et Salisbury               | États-Unis                            |                    | 1978        | 1981        |
| Tournoi de tennis de Forest Hills                   | Lakeway, Las Vegas Dorado, Forest Hills | États-Unis ( Porto Rico)              |                    | 1977        | 1989        |
| Tournoi de tennis de Wellington                     | Wellington                              | Nouvelle-Zélande                      |                    | 1988        | 1992        |
| Tournoi de tennis de Wembley                        | Wembley                                 | Royaume-Uni                           |                    | 1934        | 1990        |
| Tournoi de tennis des Woodlands                     | The Woodlands et Sawgrass               | États-Unis                            |                    | 1976        | 1982        |
| World Team Cup                                      | Düsseldorf                              | Allemagne                             |                    | 1975        | 2012        |

### Féminin
| Tournoi                                             | Ville                                                     | Pays                          | Surface      | 1re édition | Dre édition |
| --------------------------------------------------- | --------------------------------------------------------- | ----------------------------- | ------------ | ----------- | ----------- |
| Tournoi de tennis d'Écosse                          |                                                           | Royaume-Uni ( Écosse)         |              | 1886        | 1994        |
| Tournoi de tennis d'Aberavon                        | Aberavon                                                  | Royaume-Uni                   |              | 1968        | 1973        |
| WTA Adelaide                                        | Adélaïde                                                  | Australie                     |              | 1972        |             |
| Tournoi de tennis d'Akron                           | Akron (Ohio)                                              | États-Unis                    |              | 1973        | 1976        |
| Tournoi de tennis d'Albuquerque                     | Albuquerque                                               | États-Unis                    |              | 1989        | 1991        |
| Tournoi de tennis d'Allemagne                       | Berlin                                                    | Allemagne                     |              | 1896        | 2008        |
| Tournoi de tennis d'Amsterdam                       | Amsterdam                                                 | Pays-Bas                      |              | 1980        |             |
| Tournoi de tennis d'Anvers                          | Anvers                                                    | Belgique                      |              | 2002        | 2008        |
| Tournoi de tennis d'Athènes                         | Athènes                                                   | Grèce                         |              | 1986        | 1990        |
| WTA Atlanta                                         | Atlanta                                                   | États-Unis                    |              | 1975        |             |
| WTA Atlanta                                         | Atlanta                                                   | États-Unis                    |              | 1977        | 1983        |
| Tournoi de tennis d'Atlantic City                   | Atlantic City                                             | États-Unis                    |              | 1973        |             |
| WTA Austin                                          | Austin                                                    | États-Unis                    |              | 1975        | 1976        |
| WTA Austrian Open                                   | Plusieurs sites                                           | Autriche                      |              | 1973        | 1983        |
| WTA Austrian Open                                   | Plusieurs sites                                           | Autriche                      |              | 1985        | 1986        |
| WTA Austrian Open                                   | Plusieurs sites                                           | Autriche                      |              | 1990        | 1998        |
| Bangalore Open                                      |                                                           | Indonésie                     |              | 2003        | 2008        |
| PTT Bangkok Open                                    | Bangkok                                                   | Thaïlande                     |              | 2005        | 2007        |
| Tournoi de tennis de Billingham                     | Billingham                                                | Royaume-Uni                   |              | 1971        | 1973        |
| Tournoi de tennis de Bol                            | Bol                                                       | Croatie                       |              | 1991        |             |
| Tournoi de tennis de Bol                            | Bol                                                       | Croatie                       |              | 1995        | 2003        |
| WTA Brasil Open                                     | Bahia                                                     | Brésil                        |              | 2001        | 2002        |
| Tournoi de tennis de Bratislava                     |                                                           | Slovaquie                     |              | 1999        | 2002        |
| Tournoi de tennis de Brighton                       | Brighton                                                  | Royaume-Uni                   |              | 1978        | 1995        |
| Danone Hardcourt Championships                      | Brisbane                                                  | Australie                     |              | 1972        |             |
| Danone Hardcourt Championships                      | Brisbane                                                  | Australie                     |              | 1982        | 1985        |
| Danone Hardcourt Championships                      | Brisbane                                                  | Australie                     |              | 1987        | 1994        |
| WTA Buenos Aires                                    | Buenos Aires                                              | Argentine                     |              | 1971        |             |
| Tournoi de tennis du Caire                          | Le Caire                                                  | Égypte                        |              | 1999        |             |
| Hôtel Beau-Site / Carlton / Métropole / Gallia Club | Cannes                                                    | France                        | Terre battue | 1899        | 1939        |
| Tournoi de tennis de Cardiff                        | Cardiff                                                   | Royaume-Uni                   |              | 1974        |             |
| Tournoi de tennis de Charlotte                      | Charlotte                                                 | États-Unis                    |              | 1971        | 1973        |
| Tournoi de tennis de Charlotte                      | Charlotte                                                 | États-Unis                    | 1977         |             |             |
| Tournoi de tennis de Chicago                        | Chicago                                                   | États-Unis                    |              | 1971        | 1997        |
| Tournoi de tennis de Chichester                     | Chichester                                                | Royaume-Uni                   |              | 1970        | 1980        |
| Tournoi de tennis de Christchurch                   | Christchurch                                              | Nouvelle-Zélande              |              | 1970        |             |
| Tournoi de tennis de Cleveland                      | Cleveland                                                 | États-Unis                    |              | 1973        |             |
| Tournoi de tennis de Géorgie                        | Columbus                                                  | États-Unis                    |              | 1972        |             |
| Commonwealth Bank Tennis Classic                    | Kuala Lumpur, Surabaya et Bali                            | Malaisie Indonésie            |              | 1994        | 1997        |
| Commonwealth Bank Tennis Classic                    | Kuala Lumpur, Surabaya et Bali                            | Malaisie Indonésie            |              | 1999        | 2008        |
| Tournoi de tennis de Dallas                         | Dallas                                                    | États-Unis                    |              | 1972        | 1989        |
| Tournoi de tennis du Colorado                       | Denver                                                    | États-Unis                    |              | 1972        | 1975        |
| Tournoi de tennis du Colorado                       | Denver                                                    | États-Unis                    | 1984         |             |             |
| Tournoi de tennis du Michigan                       | Détroit                                                   | États-Unis                    |              | 1972        | 1983        |
| Dewar Cup Torquay                                   | Devon                                                     | Royaume-Uni                   |              | 1969        | 1972        |
| Tournoi de tennis de Dublin                         | Dublin                                                    | Irlande                       |              | 1952        |             |
| Tournoi de tennis de Dublin                         | Dublin                                                    | Irlande                       |              | 1971        | 1973        |
| Tournoi de tennis de Düsseldorf                     | Düsseldorf                                                | Allemagne                     |              | 1973        |             |
| Tournoi de tennis d'Édimbourg                       | Édimbourg                                                 | Royaume-Uni                   |              | 1971        | 1974        |
| Tournoi de tennis d'Édimbourg                       | Édimbourg                                                 | Royaume-Uni                   | 1977         |             |             |
| Tournoi de tennis de Floride                        | Palm Beach Gardens, Key Biscayne Boca Raton, Delray Beach | États-Unis                    |              | 1972        | 1973        |
| Tournoi de tennis de Floride                        | Palm Beach Gardens, Key Biscayne Boca Raton, Delray Beach | États-Unis                    |              | 1977        | 1979        |
| Tournoi de tennis de Floride                        | Palm Beach Gardens, Key Biscayne Boca Raton, Delray Beach | États-Unis                    |              | 1984        | 1995        |
| Tournoi de tennis de Fort Lauderdale                | Fort Lauderdale                                           | États-Unis                    |              | 1971        | 1974        |
| Tournoi de tennis de Knokke-Heist                   | Knokke-Heist et Bruxelles                                 | Belgique                      |              | 1999        | 2002        |
| Tournoi de tennis de Fribourg                       | Fribourg-en-Brisgau                                       | Allemagne de l'Ouest          |              | 1983        |             |
| Tournoi de tennis du pays de Galles                 |                                                           | Royaume-Uni ( Pays de Galles) |              | 1886        | 1974        |
| Coupe du Grand Chelem                               | Munich                                                    | Allemagne                     |              | 1998        | 1999        |
| Tournoi de tennis de Hanovre                        | Hanovre et Essen                                          | Allemagne                     |              | 1992        | 2000        |
| Virginia Slims of Hollywood                         | Hollywood                                                 | États-Unis                    |              | 1977        | 1979        |
| Virginia Slims of Hawaii                            | Honolulu                                                  | États-Unis                    |              | 1973        |             |
| WTA Hong Kong                                       |                                                           | Hong Kong                     |              | 1980        | 1982        |
| WTA Hong Kong                                       | 1993                                                      | Hong Kong                     |              |             |             |
| Tournoi de tennis de Hoylake                        | Hoylake                                                   | Royaume-Uni                   |              | 1969        | 1973        |
| Tournoi de tennis d'Indianapolis                    | Indianapolis                                              | États-Unis                    |              | 1972        | 1973        |
| Tournoi de tennis d'Indianapolis                    | Indianapolis                                              | États-Unis                    |              | 1983        | 1992        |
| Tournoi de tennis de Guildford                      | Hurlingham & Guildford                                    | Royaume-Uni                   |              | 1971        | 1973        |
| Tournoi de tennis de Guildford                      | Hurlingham & Guildford                                    | Royaume-Uni                   | 1978         |             |             |
| Tournoi de tennis de Hasselt                        | Hasselt                                                   | Belgique                      |              | 2004        | 2006        |
| Tournoi de tennis d'Hilversum                       | Hilversum                                                 | Pays-Bas                      |              | 1985        | 1986        |
| Tournoi de tennis de Houston                        | Houston                                                   | États-Unis                    |              | 1970        |             |
| Tournoi de tennis de Houston                        | Houston                                                   | États-Unis                    |              | 1973        | 1995        |
| Tournoi de tennis d'Indonésie                       | Jakarta                                                   | Indonésie                     |              | 1993        | 1997        |
| Virginia Slims of Jacksonville                      | Jacksonville                                              | États-Unis                    |              | 1972        | 1973        |
| Tournoi de tennis d'Afrique du Sud                  | Johannesbourg                                             | Afrique du Sud                |              | 1971        | 1977        |
| Tournoi de tennis d'Afrique du Sud                  | Johannesbourg                                             | Afrique du Sud                | 1984         |             |             |
| Tournoi de tennis du Kansas                         | Kansas City & Wichita (Kansas)                            | États-Unis                    |              | 1978        |             |
| Tournoi de tennis du Kansas                         | Kansas City & Wichita (Kansas)                            | États-Unis                    |              | 1986        | 1990        |
| Tournoi de tennis de Malaisie                       | Kuala Lumpur                                              | Malaisie                      |              | 1992        | 1993        |
| Tournoi de tennis de Las Vegas                      | Las Vegas                                                 | États-Unis                    |              | 1971        |             |
| Tournoi de tennis de Lee-on-Solent                  | Lee-on-Solent                                             | Royaume-Uni                   |              | 1973        |             |
| Tournoi de tennis de Leipzig                        | Leipzig                                                   | Allemagne                     |              | 1995        | 2003        |
| Tournoi de tennis de l'Arkansas                     | Little Rock                                               | États-Unis                    |              | 1986        | 1987        |
| Tournoi de tennis de Londres                        | Londres                                                   | États-Unis                    |              | 1969        | 1977        |
| Tournoi de tennis de Louisville                     |                                                           | États-Unis                    |              | 1971        |             |
| Tournoi de tennis de Madrid                         | Madrid                                                    | Espagne                       |              | 1996        | 2003        |
| Tournoi de tennis de Marco Island                   | Marco Island                                              | États-Unis                    |              | 1983        | 1986        |
| Tournoi de tennis de Deerfield Beach                | Deerfield Beach & Fort Lauderdale                         | États-Unis                    |              | 1980        | 1985        |
| Tournoi de tennis de Melbourne                      | Melbourne                                                 | Australie                     |              | 1952        | 2021        |
| Tournoi de tennis de Milan                          | Milan                                                     | Italie                        |              | 1991        |             |
| Tournoi de tennis de Modène                         | Modène                                                    | Italie                        |              | 2005        |             |
| Tournoi de tennis de Monte-Carlo                    | Monte-Carlo                                               | Monaco                        | Terre battue | 1896        | 1982        |
| Tournoi de tennis de Montréal                       |                                                           | Canada                        |              | 1980        |             |
| Tournoi de tennis d'Amelia Island                   | Amelia Island et Ponte Vedra Beach                        | États-Unis                    |              | 1980        | 2010        |
| WTA Nagoya                                          |                                                           | Japon                         |              | 1995        |             |
| Tournoi de tennis de Nashville                      | Nashville & Brentwood (Tennessee)                         | États-Unis                    |              | 1973        | 1991        |
| Virginia Slims of New England                       | Worcester (Massachusetts)                                 | États-Unis                    |              | 1986        | 1990        |
| Tournoi de tennis de Mahwah                         | Plusieurs sites                                           | États-Unis                    |              | 1971        | 1976        |
| Tournoi de tennis de Mahwah                         | Plusieurs sites                                           | États-Unis                    |              | 1978        | 1989        |
| Tournoi de tennis de Forest Hills                   | New York                                                  | États-Unis                    |              | 2004        | 2008        |
| Championnat de la Riviera                           | Menton                                                    | France                        |              | 1902        | 1939        |
| Tournoi de tennis de La Nouvelle-Orléans            | Nouvelle-Orléans                                          | États-Unis                    |              | 1974        | 1980        |
| Open de Nice Côte d'Azur                            | Nice                                                      | France                        |              | 1900        | 2001        |
| Championnats du Sud de la France                    | Nice                                                      | France                        | Terre battue | 1895        | 1939        |
| Tournoi de tennis de New York                       | New York, Westchester, & Monticello                       | États-Unis                    |              | 1973        |             |
| Tournoi de tennis d'Orlando                         | Orlando                                                   | États-Unis                    |              | 1974        | 1975        |
| Tournoi de tennis d'Orlando                         | Orlando                                                   | États-Unis                    |              | 1980        | 1985        |
| Tournoi de tennis d'Oslo                            | Oslo                                                      | Norvège                       |              | 1991        |             |
| Tournoi de tennis de Palm Springs                   | Palm Springs                                              | États-Unis                    |              | 1951        | 1952        |
| Tournoi de tennis de Palm Springs                   | Palm Springs                                              | États-Unis                    |              | 1974        | 1978        |
| Tournoi de tennis de Pennsylvanie                   | Plusieurs sites                                           | États-Unis                    |              | 1952        |             |
| Tournoi de tennis de Pennsylvanie                   | Plusieurs sites                                           | États-Unis                    |              | 1983        | 1986        |
| Tournoi de tennis de Perth                          | Perth                                                     | Australie                     |              | 1971        |             |
| Tournoi de tennis de Philadelphie                   | Philadelphie                                              | États-Unis                    |              | 1972        | 2005        |
| WTA Phoenix Tournoi de tennis de l'Arizona          |                                                           | États-Unis                    |              | 1971        | 1980        |
| WTA Phoenix Tournoi de tennis de l'Arizona          |                                                           | États-Unis                    | 1986         | 1991        |             |
| Tournoi de tennis de Pittsburgh                     |                                                           | États-Unis                    |              | 1979        |             |
| Tournoi de tennis de Porto                          | Porto                                                     | Portugal                      |              | 2001        | 2002        |
| Tournoi de tennis Ginny Championships               | Honolulu, Port St. Lucie                                  | États-Unis                    |              | 1983        | 1984        |
| Tournoi de tennis de Prague                         | Prague                                                    | Tchéquie                      |              | 1992        | 1999        |
| Tournoi de tennis de Prague                         | Prague                                                    | Tchéquie                      |              | 2005        | 2010        |
| WTA Richmond                                        | Richmond                                                  | États-Unis                    |              | 1972        |             |
| WTA Richmond                                        | Richmond                                                  | États-Unis                    |              | 1979        | 1984        |
| Tournoi de tennis de Saint-Louis                    | St. Louis                                                 | États-Unis                    |              | 1973        |             |
| Tournoi de tennis de Porto Rico                     | San Juan (Porto Rico)                                     | Porto Rico                    |              | 1977        |             |
| Tournoi de tennis de Porto Rico                     | San Juan (Porto Rico)                                     | Porto Rico                    |              | 1986        | 1993        |
| Tournoi de tennis de Porto Rico                     | San Juan (Porto Rico)                                     | Porto Rico                    | 1995         |             |             |
| Tournoi de tennis de Salt Lake City                 | Salt Lake City                                            | États-Unis                    |              | 1983        | 1985        |
| Tournoi de tennis de San Antonio                    | San Antonio                                               | États-Unis                    |              | 1977        | 1978        |
| San Marino Open                                     | {Saint-Marin                                              | Saint-Marin                   |              | 1991        | 1993        |
| Sapporo Ladies Open                                 | Sapporo                                                   | Japon                         |              | 1993        |             |
| Tournoi de tennis de Sarasota                       | Sarasota                                                  | États-Unis                    |              | 1973        | 1976        |
| Tournoi de tennis de Sarasota                       | Sarasota                                                  | États-Unis                    |              | 2002        | 2003        |
| Tournoi de tennis de Seattle                        | Seattle                                                   | États-Unis                    |              | 1977        | 1982        |
| Tournoi de tennis de Singapour                      | Singapour                                                 | Singapour                     |              | 1986        | 1990        |
| Tournoi de tennis de Singapour                      | Singapour                                                 | Singapour                     | 1994         |             |             |
| Tournoi de tennis de Sofia                          | Sofia                                                     | Bulgarie                      |              | 1988        | 1989        |
| Tournoi de tennis de Caroline du Sud                | Caroline du Sud                                           | États-Unis                    |              | 1985        | 1987        |
| Tournoi de tennis de Stalybridge                    | Stalybridge                                               | Royaume-Uni                   |              | 1970        |             |
| Tournoi de tennis d'Inde                            | Calcutta                                                  | Inde                          |              | 2005        | 2007        |
| Tournoi de tennis de Gstaad                         | Gstaad                                                    | Suisse                        | Terre battue | 1915        | 2019        |
| Tournoi de tennis de Taïwan                         | Taïwan                                                    | Taïwan                        |              | 1986        | 1989        |
| Tournoi de tennis de Taïwan                         | Taïwan                                                    | Taïwan                        |              | 1992        | 1994        |
| Tournoi de tennis de Tampa Bay                      | Tampa                                                     | États-Unis                    |              | 1971        | 1974        |
| Tournoi de tennis de Tampa Bay                      | Tampa                                                     | États-Unis                    |              | 1977        | 1990        |
| Borden Classic                                      | Tokyo                                                     | Japon                         |              | 1980        | 1984        |
| Tournoi de tennis Tokyo Cup                         | Tokyo                                                     | Japon                         |              | 1978        | 1985        |
| Tournoi de tennis Tokyo Indoors                     | Tokyo                                                     | Japon                         |              | 1973        | 1981        |
| Internationaux du Japon                             | Tokyo                                                     | Japon                         |              | 1990        | 1996        |
| Tournoi de tennis du New Jersey                     | Palm Springs Washington East Rutherford                   | États-Unis                    |              | 1977        | 1982        |
| Tournoi de tennis de Tucson                         | Tucson                                                    | États-Unis                    |              | 1972        |             |
| Tournoi de tennis de Tulsa                          | Tulsa                                                     | États-Unis                    |              | 1971        | 1986        |
| U.S. Indoor Championships                           | plusieurs lieux                                           | États-Unis                    |              | 1913        | 1971        |
| U.S. Indoor Championships                           | plusieurs lieux                                           | États-Unis                    |              | 1973        | 1976        |
| U.S. Indoor Championships                           | plusieurs lieux                                           | États-Unis                    |              | 1978        | 1987        |
| Tournoi de tennis US Clay Court                     | Chicago, Milwaukee River Forest, Indianapolis             | États-Unis                    |              | 1912        | 1986        |
| Tournoi de tennis de Vancouver                      | Vancouver                                                 | Canada                        |              | 2004        |             |
| Coupe Cachantún                                     | Viña del Mar                                              | Chili                         |              | 2008        |             |
| Tournoi de tennis d'Hawaï                           | Waikoloa                                                  | États-Unis                    |              | 2001        | 2002        |
| Tournoi de tennis de Varsovie                       | Varsovie                                                  | Pologne                       |              | 1995        | 2007        |
| Tournoi de tennis de Washington                     | Washington                                                | États-Unis                    |              | 1972        | 1991        |
| Tournoi de tennis de Wellington                     | Wellington                                                | Nouvelle-Zélande              |              | 1988        | 1992        |
| Wightman Cup                                        |                                                           | États-Unis                    |              | 1923        | 1983        |
| Tournoi de tennis de Zurich                         | Zurich                                                    | Suisse                        |              | 1984        | 2008        |
| Tournoi de tennis de Budapest                       | Budapest                                                  | Hongrie                       |              | 1993        |             |
| Tournoi de tennis de Budapest                       | Budapest                                                  | Hongrie                       |              | 1996        | 2013        |